# Банзай, режиссёр!
«Банзай, режиссёр!» (яп. 監督·ばんざい! кантоку банзай!) — японский комедийный фильм 2007 года, поставленный кинорежиссёром Такэси Китано.

## Сюжет
Фильм состоит из сцен с участием Такэси Китано (порой это совсем короткие миниатюры, а иногда — достаточно развёрнутые истории), связанных друг с другом лишь его закадровым рассказом. Такэси сообщает, что он устал и лишился вдохновения, оказался в творческом кризисе — и фильмы про бандитов, которые так хорошо у него получались, снимать ему больше не хочется. Такэси Китано пытается найти в себе новые грани, снимая то в одном жанре, то в другом, то про одну историческую эпоху, то про другую.
Сквозным элементом фильма является способность главного героя превращаться по своему желанию в манекен, как только он попадает в неприятную для него ситуацию (или хочет избежать неинтересного ему разговора).
В фильме Китано предстаёт в ролях:
- человека, который прислал к врачу вместо себя свой манекен;
- якудза, который пришёл в офис враждебного клана с требованием их бизнеса и, вдвоём с помощником, убил всех за исключением босса этого клана, добившись от него подписания договора;
- отца семейства, только что вышедшего на пенсию;
- человека, потерявшего память;
- шофёра, влюблённого в свою работодательницу;
- якудза, влюблённого в продавщицу бутика;
- слепого художника;
- отца семейства в истории из 1950-х годов;
- ниндзя, которого бросили умирать в старый колодец, не учтя, что он, будучи настоящим ниндзя, умеет бегать по отвесным стенам;

Вторая половина фильма, длящаяся около часа, начинается как очередная задумка фантастического фильма об угрозе падения на землю метеорита, но позднее перерастает в растянутый абсурдный фарс, в котором смешаны элементы многих киножанров.

## В ролях
- Такэси Китано
- Энн Судзуки
- Каёко Кисимото
- Рэн Осуги
- Сусуму Тэрадзима
- Сюн Сугата